# 南極周辺の島の一覧
南極周辺の島の一覧（なんきょくしゅうへんのしまのいちらん）は、南極収束線以南の南極地方、およびその周辺の亜南極に存在する主要な島の一覧（諸島に属する島は省いた）である。
南緯60度以南の大洋は南極海（南緯60度以南）と呼ばれる。南緯60度以南の南極地域は南極条約の管理下にあり、領有権主張が凍結されている。

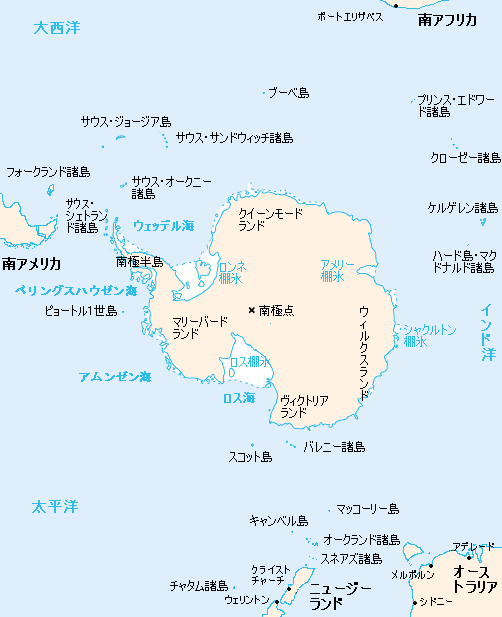
南極と周辺の島々

| 島名/諸島名                | 管轄             | 緯度 / 経度                                                         |        |
| -------------------------- | ---------------- | ------------------------------------------------------------------- | ------ |
| アンティポデス諸島         | ニュージーランド | 南緯49度41分30秒 東経178度46分0秒 / 南緯49.69167度 東経178.76667度  | 178    |
| オークランド諸島           | ニュージーランド | 南緯50度42分 東経166度5分 / 南緯50.700度 東経166.083度              | 166.05 |
| キャンベル島               | ニュージーランド | 南緯52度32分 東経169度09分 / 南緯52.533度 東経169.150度             | 169    |
| クローゼー諸島             | フランス         | 南緯46度25分 東経51度59分 / 南緯46.417度 東経51.983度               | 051    |
| ケルゲレン諸島             | フランス         | 南緯49度21分 東経70度23分 / 南緯49.350度 東経70.383度               | 069    |
| サウス・オークニー諸島     | 南極条約管理下   | 南緯60度35分 西経45度30分 / 南緯60.583度 西経45.500度               | 315    |
| サウス・サンドウィッチ諸島 | イギリス         | 南緯58度25分 西経26度23分 / 南緯58.417度 西経26.383度               | 334    |
| サウス・シェトランド諸島   | 南極条約管理下   | 南緯62度0分 西経58度0分 / 南緯62.000度 西経58.000度                 | 302    |
| サウス・ジョージア島       | イギリス         | 南緯54度26分 西経36度33分 / 南緯54.433度 西経36.550度               | 324    |
| スコット島                 | 南極条約管理下   | 南緯67度22分 西経179度54分 / 南緯67.367度 西経179.900度             | 181    |
| スネアーズ諸島             | ニュージーランド | 南緯48度01分30秒 東経166度36分10秒 / 南緯48.02500度 東経166.60278度 | 166.36 |
| バウンティ諸島             | ニュージーランド | 南緯47度45分05秒 東経179度01分30秒 / 南緯47.75139度 東経179.02500度 | 179    |
| ハード島                   | オーストラリア   | 南緯53度06分 東経73度30分 / 南緯53.100度 東経73.500度               | 073    |
| バレニー諸島               | 南極条約管理下   | 南緯66度47分10秒 東経163度3分1秒 / 南緯66.78611度 東経163.05028度   | 163    |
| ピョートル1世島            | 南極条約管理下   | 南緯68度50分 西経90度35分 / 南緯68.833度 西経90.583度               | 270    |
| ブーベ島                   | ノルウェー       | 南緯54度26分 東経3度24分 / 南緯54.433度 東経3.400度                 | 003    |
| プリンス・エドワード諸島   | 南アフリカ       | 南緯46度38分39秒 東経37度56分36秒 / 南緯46.64417度 東経37.94333度   | 037    |
| マクドナルド諸島           | オーストラリア   | 南緯53度02分15秒 東経72度36分0秒 / 南緯53.03750度 東経72.60000度    | 072    |
| マッコーリー島             | オーストラリア   | 南緯54度35分 東経158度53分 / 南緯54.583度 東経158.883度             | 158    |

## 南緯60度以南の一覧 (面積順)
南緯60度以南の島の一覧を面積順に30位まで示す。
| 1                   | アレクサンダー島   | 49,070  | 2976 | 南緯70度46分 西経71度15分 / 南緯70.767度 西経71.250度   |
| 2                   | バークナー島       | 43,873  | 975  | 南緯79度20分 西経48度07分 / 南緯79.333度 西経48.117度   |
| 3                   | サーストン島       | 15,700  | .    | 南緯72度10分 西経99度00分 / 南緯72.167度 西経99.000度   |
| 4                   | カーニー島         | 8,500   | .    | 南緯73度56分 西経121度00分 / 南緯73.933度 西経121.000度 |
| 5                   | ルーズベルト島     | 7,910   | 550  | 南緯79度17分 西経162度00分 / 南緯79.283度 西経162.000度 |
| 6                   | サイプル島         | 6,390   | 3110 | 南緯73度44分 西経125度12分 / 南緯73.733度 西経125.200度 |
| 7                   | アデレード島       | 4,463   | 2317 | 南緯67度12分 西経68度30分 / 南緯67.200度 西経68.500度   |
| 8                   | スパーツ島         | 4,100   | .    | 南緯73度00分 西経75度00分 / 南緯73.000度 西経75.000度   |
| 9                   | ジェイムズ・ロス島 | 2,598.4 | 1628 | 南緯64度12分 西経57度45分 / 南緯64.200度 西経57.750度   |
| 10                  | ロス島             | 2,460   | 3794 | 南緯77度30分 東経167度45分 / 南緯77.500度 東経167.750度 |
| 11                  | アンヴァース島     | 2,432   | 2821 | 南緯64度36分 西経63度30分 / 南緯64.600度 西経63.500度   |
| 12                  | ジョインビル島     | 1,607.4 | 765  | 南緯63度21分 西経55度40分 / 南緯63.350度 西経55.667度   |
| 13                  | シャルコー島       | 1,5001  | .    | 南緯69度45分 西経75度15分 / 南緯69.750度 西経75.250度   |
| 14                  | キングジョージ島   | 1,383.8 | 655  | 南緯62度23分 西経58度27分 / 南緯62.383度 西経58.450度   |
| 15                  | ミル島             | 1,258.1 | 326  | 南緯65度30分 東経100度40分 / 南緯65.500度 東経100.667度 |
| 16                  | シャーマン島       | 1,158.6 | 186  | 南緯72度40分 西経99度45分 / 南緯72.667度 西経99.750度   |
| 17                  | スムイレイ島       | 1,0001  | .    | 南緯72度43分 西経78度33分 / 南緯72.717度 西経78.550度   |
| 18                  | ブラバント島       | 976.8   | 2522 | 南緯64度15分 西経62度20分 / 南緯64.250度 西経62.333度   |
| 19                  | リヴィングストン島 | 973.5   | 1700 | 南緯62度36分 西経60度30分 / 南緯62.600度 西経60.500度   |
| 20                  | グラント島         | 767.8   | 580  | 南緯74度28分 西経131度35分 / 南緯74.467度 西経131.583度 |
| 21                  | ラタディー島       | 7001    | .    | 南緯70度45分 西経74度35分 / 南緯70.750度 西経74.583度   |
| 22                  | ルノー島           | 618.3   | .    | 南緯65度42分 西経66度00分 / 南緯65.700度 西経66.000度   |
| 23                  | マッソン島         | 585.4   | 471  | 南緯66度08分 東経96度35分 / 南緯66.133度 東経96.583度   |
| 24                  | エレファント島     | 557.9   | 852  | 南緯61度01分 西経54度54分 / 南緯61.017度 西経54.900度   |
| 25                  | ロスチャイルド島   | 5001    | .    | 南緯70度45分 西経74度35分 / 南緯70.750度 西経74.583度   |
| 25                  | ハースト島         | 5001    | 365  | 南緯69度25分 西経62度10分 / 南緯69.417度 西経62.167度   |
| 25                  | ディーン島         | 5001    |      | 南緯74度30分 西経127度35分 / 南緯74.500度 西経127.583度 |
| 28                  | デュルヴィル島     | 455.3   | 210  | 南緯63度06分 西経56度15分 / 南緯63.100度 西経56.250度   |
| 29                  | コロネーション島   | 450     | 1278 | 南緯60度26分 西経45度43分 / 南緯60.433度 西経45.717度   |
| 30                  | スタージ島         | 437.4   | 945  | 南緯67度26分 東経164度47分 / 南緯67.433度 東経164.783度 |
| 1) 地図からの概算値 |                    |         |      |                                                         |